# Dirceu Lopes
 Dirceu Lopes, teljes nevén  Dirceu Lopes Mendes, (Pedro Leopoldo, 1946. szeptember 3. –) brazil labdarúgó-középpályás.

## Pályafutása

### A válogatottban
1967. június 25-én Montevideóban mutatkozott be a brazil válogatottban az Uruguay elleni mérkőzésen. 1967 és 1972 között rendszeresen tagja volt a brazil együttesnek. 1975. augusztus 6-án játszotta utolsó találkozóját a válogatottban az Argentína elleni mérkőzésen az 1975-ös Copa Américán. 1967 és 1975 között összesen 14 mérkőzésen játszott, és 3 gólt szerzett.